# 전기차량 경고음

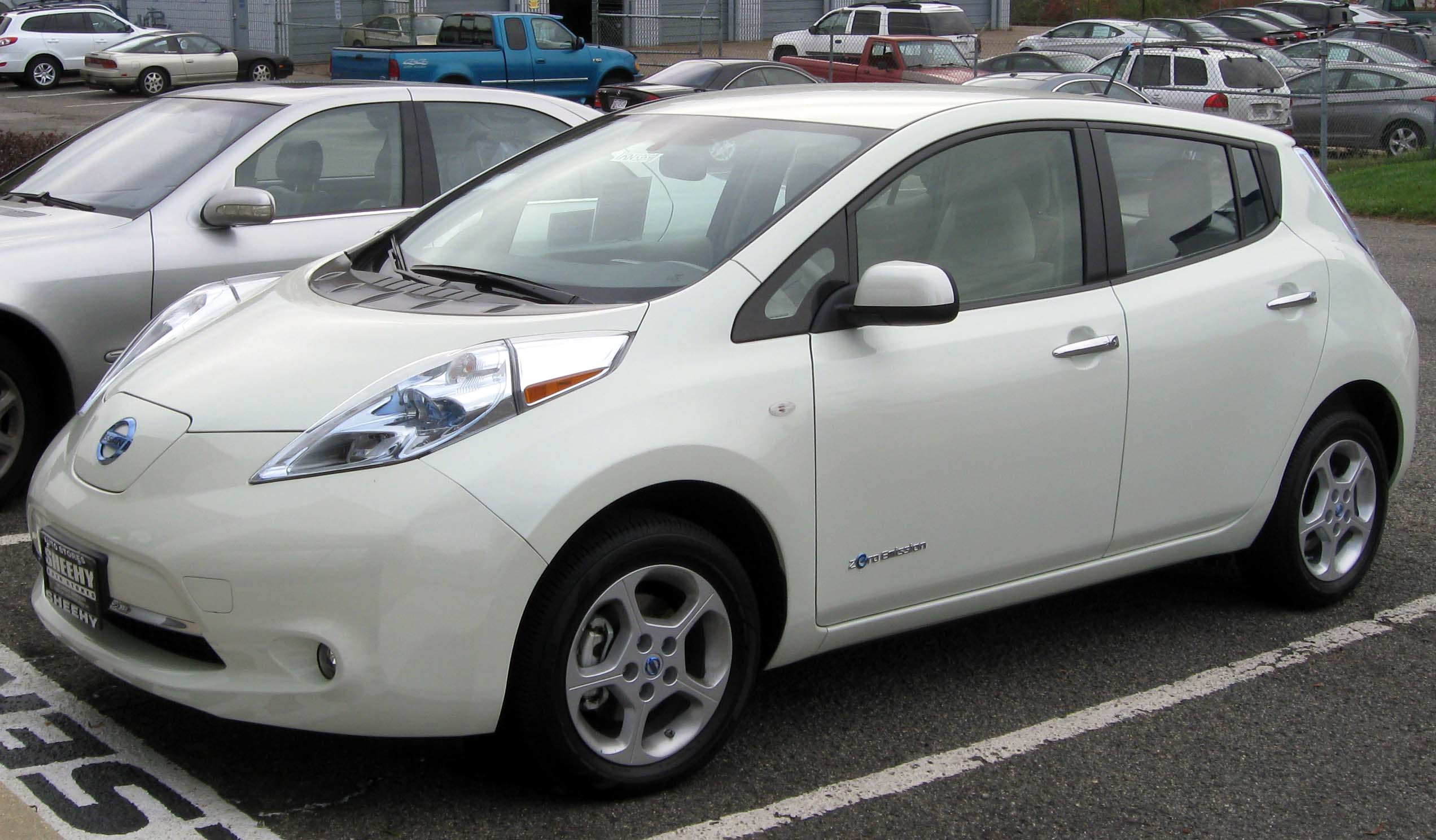
2011년, 닛산 리프는 보행자를 위해 경고음을 장착한 최초의 전기 자동차이다.

전기차량 경고음(영어: Electric vehicle warning sounds)은 보행자를 위해 전기 차량이 저속으로 주행할 경우, 외부로 인위적인 전자음을 내는 기술이다.

## 법규

### 유럽 연합
유엔 산하의 유엔유럽경제위원회가 자동차기준조화포럼 저소음자동차 전문가기구 회의를 통해 AVAS (acoustic vehicle alerting systems) 장착을 의무화했다. 2019년 7월부터 유럽에서 판매되는 모든 하이브리드 자동차와 전기차는 가상 엔진 사운드 시스템을 장착해야 한다.

### 대한민국
국토교통부는 시속 30km 이하로 주행하는 상황에서 반드시 75dB 이하의 경고음을 내야 하며, 전진할 때는 속도 변화를 보행자가 알아챌 수 있도록 가상 엔진 소리의 변화를 주어야 한다고 규정하고 있다.

## 상세 시스템

### 현대 자동차
2020년 5월 6일에 개발됐으며, 주로 소음이 거의 없는 친환경차에 적용된다. 친환경차의 경우 전기 모터로 주행하기 때문에 소음이 적어 보행자가 파악할 수 있도록 개발되었다. 가상 엔진 사운드는 차량 전면부 그릴 커버를 스피커 진동판으로 사용하며, 이를 통해 전자음, 방향지시등 소리, 충전상태 알람 사운드 등을 전달한다.

## 같이 보기
- 자동차 엔진
- 사운드
- 전기자동차